# モースポテンシャル
モースポテンシャル（英: Morse potential）は、二原子分子の原子間相互作用を表現するのに便利なポテンシャルである。名称は物理学者フィリップ・M・モースにちなむ。このポテンシャルによる原子間振動のモデルは、切断の効果（非結合状態）を明示的に含むため調和振動子（quantum harmonic oscillator、QHO）とみなすよりも良い近似となる。さらに振動の非調和性や（赤外分光における）倍音（overtone）、結合音によるバンド（hot band）の存在をも説明できる。
モースポテンシャルは他の相互作用（例えば原子・界面間）の記述にも用いられる。その単純性（3つのパラメータしか含まない）から最新の分光学では用いられなくなっているが、その数学的形式はモース長距離ポテンシャル（Morse/Long-range, MLR）へと発展させられた。これは分光データに当てはめるのに最もよく利用されるポテンシャルである。

## ポテンシャルエネルギー関数

モースポテンシャル（青線）と 調和振動のポテンシャル（緑線）。固有エネルギーが等間隔（ħω）である調和振動のポテンシャルとは異なり、モースポテンシャルでは結合解離エネルギーに近づくにつれて間隔がせばまっていく。零点エネルギー（ v = 0に対応）が正であることから、D_{e} は解離に真に必要なエネルギー D_{0} よりも大きくなる。

モースポテンシャルの関数形は
{\displaystyle V'(r)=D_{\mathrm {e} }\left(1-e^{-a(r-r_{\mathrm {e} })}\right)^{2}}
である。ここで {\displaystyle r} は原子間距離、{\displaystyle r_{\mathrm {e} }} は平衡結合距離、{\displaystyle D_{\mathrm {e} }} はポテンシャルの井戸の深さ（well depth, 解離状態の原子に基づいて定められる）、{\displaystyle a} はポテンシャルの幅を調整する定数である（ {\displaystyle a} が小さいほど井戸は広くなる）。結合解離エネルギーは井戸の深さ {\displaystyle D_{\mathrm {e} }} から零点エネルギー {\displaystyle E_{0}} を引くことで計算できる。結合の強度を見るには {\displaystyle V'(r)} を {\displaystyle r=r_{\mathrm {e} }} のまわりでのテイラー展開すればよい。2階導関数が {\displaystyle D_{\mathrm {e} }a^{2}} となるので、パラメータ {\displaystyle a} は
{\displaystyle a={\sqrt {k_{\mathrm {e} }/2D_{\mathrm {e} }}}}
と表せる。ここで {\displaystyle k_{\mathrm {e} }} は {\displaystyle r=r_{\mathrm {e} }} 付近で調和振動とみなしたときのばね定数である。
ポテンシャルエネルギーの基準点のとり方には任意性があるから、定数の加減によりモースポテンシャル関数形は何通りにも書くことができる。原子・界面相互作用の場合は、基準点を調節して
{\displaystyle V(r)=V'(r)-D_{\mathrm {e} }=D_{\mathrm {e} }\left(1-e^{-a(r-r_{\mathrm {e} })}\right)^{2}-D_{\mathrm {e} }}
のように改良できる。これは
{\displaystyle V(r)=D_{\mathrm {e} }\left(e^{-2a(r-r_{\mathrm {e} })}-2e^{-a(r-r_{\mathrm {e} })}\right)}
と書かれることが多い。この場合 {\displaystyle r} は界面から垂直に測った位置を表し、ポテンシャルは {\displaystyle r} が無限大のときゼロ、極小点（つまり {\displaystyle r=r_{\mathrm {e} }} ）のとき {\displaystyle -D_{\mathrm {e} }} をとる。この形に書くと、モースポテンシャルによって与えられる力が短距離での斥力（第1項）と長距離での引力（第2項）との組み合わせであることが明瞭になる。この点はレナード-ジョーンズ・ポテンシャルと類似している。

## 振動状態とエネルギー
量子的調和振動子のときと同様に、モースポテンシャルの固有エネルギーおよびエネルギー固有状態は演算子の代数的処理により求まる。その一法はハミルトニアンを因子分解するものである。
モースポテンシャルに対する定常状態を得るため、次のシュレーディンガー方程式：
{\displaystyle \left(-{\frac {\hbar ^{2}}{2m}}{\frac {\partial ^{2}}{\partial r^{2}}}+V(r)\right)\Psi _{n}(r)=E_{n}\Psi _{n}(r)}
を満たす {\displaystyle \Psi _{n}(r)} と {\displaystyle E_{n}} を求めたい。次のように新しい変数を導入すると：
{\displaystyle x=ar;x_{\mathrm {e} }=ar_{\mathrm {e} };\lambda ={\frac {\sqrt {2mD_{\mathrm {e} }}}{a\hbar }};\varepsilon _{n}={\frac {2m}{a^{2}\hbar ^{2}}}E_{n}}
シュレーディンガー方程式は次の簡単な形になる：
{\displaystyle \left(-{\frac {\partial ^{2}}{\partial x^{2}}}+V(x)\right)\Psi _{n}(x)=\varepsilon _{n}\Psi _{n}(x)}
{\displaystyle V(x)=\lambda ^{2}\left(e^{-2\left(x-x_{\mathrm {e} }\right)}-2e^{-\left(x-x_{\mathrm {e} }\right)}\right)}
この固有エネルギーおよびエネルギー固有状態は次のように書ける。
{\displaystyle \varepsilon _{n}=\lambda ^{2}-\left(\lambda -n-{\frac {1}{2}}\right)^{2}=2\lambda \left(n+{\frac {1}{2}}\right)-\left(n+{\frac {1}{2}}\right)^{2}}
{\displaystyle \Psi _{n}(z)=N_{n}z^{\lambda -n-1/2}e^{-z/2}L_{n}^{(2\lambda -2n-1)}(z)}
ここで
{\displaystyle z=2\lambda e^{-\left(x-x_{\mathrm {e} }\right)}{\text{;  }}N_{n}=\left[{\frac {n!\left(2\lambda -2n-1\right)}{\Gamma (2\lambda -n)}}\right]^{\frac {1}{2}}} 、また {\displaystyle L_{n}^{(\alpha )}(z)} は一般化ラゲール多項式である。
{\displaystyle L_{n}^{(\alpha )}(z)={\frac {z^{-\alpha }e^{z}}{n!}}{\frac {d^{n}}{dz^{n}}}\left(z^{n+\alpha }e^{-z}\right)={\frac {\Gamma (\alpha +n+1)/\Gamma (\alpha +1)}{n!}}\,_{1}F_{1}(-n,\alpha +1,z)}
さらに、以下のような位置演算子の行列要素の解析的表現も重要である（ここで {\displaystyle l>n,N=\lambda -1/2} とする）。
{\displaystyle \left\langle \Psi _{l}|x|\Psi _{n}\right\rangle ={\frac {2(-1)^{l-n+1}}{(l-n)(2N-n-l)}}{\sqrt {\frac {(N-n)(N-l)\Gamma (2N-l+1)l!}{\Gamma (2N-n+1)n!}}}}

固有エネルギーを元々の変数で書くと：
{\displaystyle E_{n}=h\nu _{0}(n+1/2)-{\frac {\left[h\nu _{0}(n+1/2)\right]^{2}}{4D_{\mathrm {e} }}}}
となる。ここで {\displaystyle h} はプランク定数、{\displaystyle n} は振動状態を表す量子数、{\displaystyle \nu _{0}} は振動数の単位量であり、質量 {\displaystyle m} とポテンシャルのパラメータを使って次のように書ける。
{\displaystyle \nu _{0}={\frac {a}{2\pi }}{\sqrt {2D_{\mathrm {e} }/m}}}
量子的調和振動子の振動準位の間隔は一定値 {\displaystyle h\nu _{0}} であったが、モースポテンシャルによる振動子の固有エネルギーの間隔は {\displaystyle n} の増加とともに減少してゆく。数学的には
{\displaystyle E_{n+1}-E_{n}=h\nu _{0}-(n+1)(h\nu _{0})^{2}/2D_{\mathrm {e} }}
と書ける。この傾向は現実的に観測される分子の非調和性とも一致する。しかし、この式はある値 {\displaystyle n_{m}} を超えたところで {\displaystyle E_{n+1}-E_{n}} がゼロまたは負になり破綻し、具体的には
{\displaystyle n_{m}=\left\lfloor {\frac {2D_{\mathrm {e} }-h\nu _{0}}{h\nu _{0}}}\right\rfloor }
である。これはモースポテンシャルの下では有限個の束縛状態しかとれないことに由来する。{\displaystyle n_{m}} を上回るところでは任意のエネルギーをとることが可能になり、上に掲げた {\displaystyle E_{n}} の式は成り立たなくなる。
{\displaystyle n_{m}} 以下であれば、{\displaystyle E_{n}} は回転を考慮しない二原子分子の実際の振動構造をよく近似する。実際、現実の分子のスペクトルに対し次式を一般に当てはめ得る。
{\displaystyle E_{n}/hc=\omega _{\mathrm {e} }(n+1/2)-\omega _{\mathrm {e} }\chi _{\mathrm {e} }(n+1/2)^{2}\,}
ここで定数 {\displaystyle \omega _{\mathrm {e} }} と {\displaystyle \chi _{\mathrm {e} }} はモースポテンシャルのパラメータと直接的に結び付けることができる。
次元解析から明らかなように、歴史的な理由からこの等式では {\displaystyle \omega _{\mathrm {e} }} は {\displaystyle E=\hbar \omega } となる角周波数ではなく、{\displaystyle E=hc\omega } を満たすような波数を表している。

## モース長距離ポテンシャル
モースポテンシャルの重要な拡張がモース長距離ポテンシャルであり（これによってモース型の関数は現代的な分光学において非常に有用なものとなった）、二原子分子の分光データやビリアル係数等のデータを表現するのに標準的に用いられる。これまでに N2、Ca2、KLi、MgH、いくつかの電子状態に対してのLi2、Cs2、Sr2、ArXe、LiCa、LiNa、Br2、Mg2、HF、HCl、HBr、HI、MgD、Be2、BeH、NaHといった適用例がある。多原子分子に対してはさらに洗練されたポテンシャルが用いられる。